# Duinsilenekokermot
De duinsilenekokermot (Coleophora galbulipennella) is een nachtvlinder uit de familie van de zakmotten. De vlinder heeft een spanwijdte van 15 tot 17 millimeter.
De waardplanten van deze vlinder zijn oorsilene en nachtsilene. De rupsen leven in kokertjes en eten van het binnenste van de bladeren van genoemde planten, waardoor karakteristieke witte venstertjes ontstaan.
De soort wordt daarom wel tot de bladmineerders gerekend.

## Nederland en België
In Nederland is de vlinder vrij zeldzaam en is o.a. bekend van het zeedorpenlandschap in de duinen van Noord-Holland. In België is de soort zeer zeldzaam. De vliegtijd is in augustus. De rupsen zijn in mei en juni het grootst.